# Christopher Pike
Christopher Pike, är en karaktär i det fiktiva Star Trek universumet, som spelades först av Jeffrey Hunter, sedan Sean Kenney och så Anson Mount. Hunter spelade honom i original pilotavsnittet "The Cage" i Star Trek: The Original Series, som kapten över rymdskeppet USS Enterprise. 
Avsnittet avvisades dock av produktionsbolaget, och karaktären försvann ur serien under produktionen av det andra pilotavsnittet, när Hunter beslöt att han inte ville fortsätta med serien.  Kenney spelade honom för scenerna i ett senare Star Trek avsnitt, "The Menagerie", som även använde sig av material med Hunter's Pike från "The Cage".
Skådespelaren Bruce Greenwood spelade Pike i filmerna Star Trek (2009) och Star Trek Into Darkness (2013), som regisserades av J.J. Abrams.
Karaktären återuppstod i det sista avsnittet i säsong 1 av Star Trek : Discovery för att i säsong 2, spelad av Anson Mount, agera som kapten över Discovery.

## Medverkan
Pike medverkar i följande serier och filmer:
Star Trek
- "The Cage"
- "The Menagerie"

Star Trek: Discovery
- "Brother"
- "New Eden"
- "Point of Light"
- "An obol for Charon"
- "Saints of imperfection"
- "The sound of thunder"

Star Trek filmer
- Star Trek
- Star Trek Into Darkness